# 440 Theodora
440 Theodora este un asteroid din centura principală, descoperit pe 13 octombrie 1898, de Edwin Coddington.